# Miyabi Inoue
Miyabi Inoue (jap. 井上 雅, Inoue Miyabi; * 19. November 1991 in Kasugai) ist eine ehemalige japanische Tennisspielerin.

## Karriere
Inoue, die mit acht Jahren mit dem Tennissport begann, bevorzugt für ihr Spiel Rasenplätze. Sie gewann bislang fünf Einzel- und neun Doppeltitel auf der ITF Women’s World Tennis Tour.
Ihr erstes ITF-Turnier bestritt sie im April 2008 in Gifu. Dort trat sie auch 2009 und 2010 an, konnte aber ihre Erstrundenpartien gewinnen. Im Mai 2010 erzielte sie dann drei gute Ergebnisse hintereinander; bei den $25.000-Turnieren in Kuruzawa und Kusatsu erreichte sie das Achtel- bzw. Viertelfinale, beim darauf folgenden $10.000-Turnier in Komoro sogar das Finale. Ende Mai 2010 wurde sie im Einzel erstmals in den Top 1000 geführt.
Auf der WTA Tour trat Inoue das erste Mal in der Qualifikation zu den Toray Pan Pacific Open 2014 an; sie verlor dort ihr Erstrundenmatch gegen Junri Namigata mit 2:6 und 4:6. 2015 spielte sie sowohl beim Japan Women’s Open Tennis als auch bei den Toray Pan Pacific Open die Qualifikation; sie verlor jeweils das zweite Match. Im Doppel unterlag sie mit ihrer Partnerin Kyōka Okamura im Erstrundenmatch ihren Landsfrauen Eri Hozumi und Miyu Katō mit 6:3, 4:6 und [7:10].
Ihre besten Weltranglistennotierungen erreichte sie im Einzel im September 2015 mit Platz 275 und im Doppel im Juli 2015 mit Platz 199.

## Turniersiege

### Einzel
| Nr. | Datum          | Turnier    | Kategorie   | Belag     | Finalgegnerin    | Ergebnis      |
| --- | -------------- | ---------- | ----------- | --------- | ---------------- | ------------- |
| 1.  | 6. Juli 2012   | Neu-Delhi  | ITF $10.000 | Hartplatz | Ankita Raina     | 6:2, 6:2      |
| 2.  | 28. Juli 2012  | Izmir      | ITF $10.000 | Hartplatz | Zuzana Zlochová  | 0:6, 7:5, 7:5 |
| 3.  | 30. Juni 2013  | Istanbul   | ITF $10.000 | Hartplatz | Agni Stefanou    | 6:3, 6:4      |
| 4.  | 4. August 2013 | Nottingham | ITF $10.000 | Hartplatz | Yuka Higuchi     | 7:65, 6:2     |
| 5.  | 30. März 2014  | Nishitama  | ITF $10.000 | Hartplatz | Nudnida Luangnam | 1:6, 7:5, 6:1 |

### Doppel
| Nr. | Datum             | Turnier        | Kategorie   | Belag             | Partnerin               | Finalgegnerinnen                          | Ergebnis            |
| --- | ----------------- | -------------- | ----------- | ----------------- | ----------------------- | ----------------------------------------- | ------------------- |
| 1.  | 20. August 2011   | Taipeh         | ITF $10.000 | Hartplatz         | Mari Tanaka             | Chae Kyung-yee Kim Hae-sung               | 7:5, 2:6, [10:7]    |
| 2.  | 5. Juli 2012      | Neu-Delhi      | ITF $10.000 | Hartplatz         | Risa Hasegawa           | Shweta Chandra Rana Prarthana Thombare    | 1:6, 7:5, [10:1]    |
| 3.  | 12. Oktober 2012  | Margaret River | ITF $25.000 | Hartplatz         | Mai Minokoshi           | Nicha Lertpitaksinchai Peangtarn Plipuech | 6:78, 7:63, [14:12] |
| 4.  | 6. September 2014 | Noto           | ITF $25.000 | Teppich           | Riko Sawayanagi         | Miki Miyamura Chihiro Nunome              | 6:3, 7:62           |
| 5.  | 31. Oktober 2014  | Margaret River | ITF $25.000 | Hartplatz         | Varatchaya Wongteanchai | Carolin Daniels Laura Schaeder            | 4:6, 6:4, [10:3]    |
| 6.  | 17. Februar 2017  | Wirral         | ITF $15.000 | Hartplatz (Halle) | Maja Chwalińska         | Emina Bektas Ronit Yurovsky               | 6:4, 6:4            |
| 7.  | 14. Oktober 2017  | Makinohara     | ITF $25.000 | Teppich           | Kotomi Takahata         | Yukina Saigō Ayano Shimizu                | 6:3, 7:5            |
| 8.  | 7. Dezember 2018  | Solapur        | ITF $25.000 | Hartplatz         | Lu Jiajing              | Sarah Beth Grey Jekaterina Jaschina       | 6:3, 6:3            |
| 9.  | 22. Februar 2020  | Jodhpur        | ITF $25.000 | Hartplatz         | Rutuja Bhosale          | Snehal Mane Ankita Raina                  | 4:6, 6:4, [10:8]    |